# オニール八菜
オニール 八菜（オニール はな、英: Hannah O'Neill、1993年1月8日 - ）は、東京都世田谷区出身のバレエダンサーである。3歳からバレエを始め、8歳で父親であるクリス・オニールの故郷のニュージーランドに移住した。2008年にオーストラリア・バレエ学校に入学し、2011年に首席で卒業した。同年、パリ・オペラ座バレエ団とシーズン契約を結び、2013年に正式団員となった。その後昇進を続けて、2016年1月にプルミエール・ダンスーズに昇格した。
コンクールでの受賞歴は数多く、主なものとしてはローザンヌ国際バレエコンクール（2009年）、ユース・アメリカ・グランプリ（2010年）、ヴァルナ国際バレエコンクール（2014年）などである。2016年、バレエ界のアカデミー賞といわれるブノワ賞を受賞した。2023年3月2日『バレエ・インペリアル』（ジョージ・バランシン振付）の第1ソリストを踊ったのち、エトワールに任命された。

## 経歴

### 幼少期
東京都世田谷区の出身。ニュージーランド人のラグビー選手であるクリス・オニールと日本人の母との間に生まれた。名前については、8日生まれで英語でも発音しやすいからという理由で命名されたという。バレエを始めたのは3歳のときで、岸辺光代に師事した。体を動かすことが好きで、乗馬やスキー、走高跳にも取り組んでいた。指導者の岸辺は幼いころのオニールについて「小柄で、目がきょろきょろしていてネズミさんみたいでしたよ」と回想していた。岸辺の指導は厳しく、「トウシューズで2回転できるまで、ニュージーランドに帰さないよ!」などと言われていたが、高い技術を体得することができた。
クリスの現役引退を機に、彼の故郷であるニュージーランドに移り住んだのは8歳のときであった。大好きなバレエを辞めることは全く考えなかったため、母親が見つけてきたマウント・エデン・バレエ・アカデミーに入学してバレエを続けた。
ニュージーランド移住後も夏休み（ニュージーランドは南半球に位置するため日本では冬となる）を利用して日本に戻り、学校とバレエ教室に通っていた。日本とニュージーランドを往復する生活は、友達に会えるのが楽しかったため苦にならなかった。日本滞在時には、バレエコンクールに出場した。当初は4位や5位の成績が続いたものの、岸辺から見てオニールが落ち込む様子はなかったという。小柄だったオニールは中学生になると背が高くなり、20代になると172センチメートルまで伸びた。それとともに、コンクールでの成績もよくなってきた。中学2年生のときまでは、年末年始の合計6週間ほどを東京で過ごし、学校にも通っていた。
本人はパリ・オペラ座バレエ学校とパリ・オペラ座バレエ団に幼いときから憧れていて、13歳か14歳頃にパリ・オペラ座バレエ学校宛にビデオを送っていたがそのときは何の返答もなかった。その直後の2007年にユース・アメリカ・グランプリ（YAGP）に参加して好成績を収め、オーストラリア・バレエ学校のスカラシップを獲得した。パリ・オペラ座バレエ学校とパリ・オペラ座バレエ団に入りたいという夢はあったものの、ビデオの返事がなかった時点で無理かと思い、2008年にそれまで年に数回、インターナショナル・トレーニング・プログラムに参加していたオーストラリア・バレエ学校で本格的にバレエに取り組むためにフルタイムの学生として入学した。
オーストラリア・バレエ学校在学中の2009年に、本番の舞台でトウシューズのひもがほどけるというハプニングに見舞われたものの、ローザンヌ国際バレエコンクールで1位（スカラシップ）を獲得した。2010年には再度YAGPに参加して、シニア女子の部1位に入賞した。YAGP参加後に受けたインタビューで、同席したオーストラリア・バレエ学校の校長から「最初のYAGPのとき、エリザベット・プラテル（パリ・オペラ座バレエ学校校長）も来ていて、実は彼女も君を欲しがったんだ」という話を聞かされた。そのときはオーストラリアの方が当時オニールの住んでいたニュージーランドから近いという理由で、プラテルが譲ったような形になっていた。その話を聞いたオニールは、パリ・オペラ座バレエ団の入団オーディションを受けることを決意した。

### パリ・オペラ座バレエ団へ
オニールは2011年にオーストラリア・バレエ学校を首席で卒業した。卒業後にパリ・オペラ座バレエ団の入団オーディションを受けたものの、パリ・オペラ座バレエ学校出身ではなく外部から受験したオニールの結果は4位に終わっていた。先に入団を決めたのは、パリ・オペラ座バレエ学校から受験した男女であった。パリ・オペラ座バレエ団への入団という目標を失ったオニールは、当時住んでいたオーストラリアへの帰国の途についた。しかし帰国の途上で、シーズン契約決定の電話を受けた。
オニールは2011年にパリ・オペラ座バレエ団とシーズン契約を結び、2年間カドリーユとして踊っていた。入団当初は言葉の壁もあって、パリ・オペラ座バレエ学校を卒業して入団した周囲のダンサーたちとの距離も感じたというが、1年ほどで打ち解けることができた。ダンサーとしても、ワガノワ・メソッドの流れを汲むオーストラリア・バレエ学校と「シンプルでエレガント」なパリ・オペラ座のスタイルの違いに戸惑い、慣れるまでに時間がかかった。少しでも早くパリ・オペラ座のスタイルを身に着けようと強く意識して、休日以外は毎日レッスンに出た上にさらに個人レッスンも受けていた。
2013年、その実力が認められて正規団員となり、以後はコリフェ（2014年）、スジェ（2015年）と毎年のように階級を上げた。
2014年には、ヴァルナ国際バレエコンクールに出場して銀賞（金賞該当者なしのため同年の最高賞）を受賞した。ヴァルナへの出場を決めた理由は、当時コリフェとして舞台に立っていたため群舞ではなかなかパ・ド・ドゥを踊るチャンスがないことから、コンクールを通してパ・ド・ドゥで舞台に立つという経験をもちたかったためであった。パートナーは同年にパリ・オペラ座バレエ団に入団したジェレミー・ルー・ケールで、オニールとは同年齢でもあった。コンクール出場に際して、オーレリー・デュポンからは『グラン・パ・クラシック』と『ドン・キホーテ』、アニエス・ルテステュからは『ジゼル』2幕のパ・ド・ドゥの指導を受けた。コンクールの直前、7月16日までパリ・オペラ座バレエ団で舞台に立ち、その翌日にヴァルナに入って18日にはコンクールが始まるという強行日程で、しかも決勝に残るには、パ・ド・ドゥを5演目（クラシック3、コンテンポラリー2）を踊らなければならなかった。コンクールの結果、オニールは銀賞、ケールは銅賞獲得を果たしている。
スジェに昇進後の2015年4月、『白鳥の湖』で主役デビューを果たした。オニールは『白鳥の湖』について「憧れの作品で主役デビューできるなんて。群舞の立場から見ていた主役を自分が演じるのは不思議な感じがしました」とその喜びと驚きを語り、観客や批評家にも好評であった。2016年1月にはプルミエール・ダンス―ズに昇格したが、オニール自身もそのスピードに驚いていた。

### エトワールを目指して
オニールには『白鳥の湖』を鑑賞した振付家のピエール・ラコットから「自分がイメージしたヒロインだ」と、『パキータ』主演のオファーを受けるという幸運が重なっていた。オファーがあったのは本番のわずか2週間半前というあわただしさだったが、オニールが踊り演じた『パキータ』のタイトル・ロールは高い評価を受け、バレエ界のアカデミー賞といわれるブノワ賞にノミネートされた。
2016年5月17日、モスクワのボリショイ劇場でブノワ賞受賞者が発表された。オニールは女性ダンサー部門で、スペイン出身のアリシア・アマトリアン（シュトゥットガルト・バレエ団）と同時受賞を果たした。受賞決定後にオニールは「言葉になりません。岸辺先生、本当にありがとうございました」と恩師に感謝していた。後のインタビューでは当時を振り返って「表彰式では間違えて名前を呼ばれたのかと思いました。今でもリアルな感じがしません」とその驚きを語っていた。
パリ・オペラ座バレエ団以外での舞台出演も増え、2016年4月にマリインスキー・バレエ団で『ラ・バヤデール』のガムザッティを踊り、夏にはマリインスキー国際バレエフェスティバルに客演した。ブノワ賞受賞後の2016年7月、日本に一時帰国して京都バレエ団で『ドン・キホーテ』の主役キトリを踊っている。
オニールは今後について「エトワールになるのが夢だけど、昇格は私の力だけではどうしようもない」とインタビューに答えていた。それとともに「どんな役でもばりばり踊って、名前が残るダンサーになりたい」と目標を語っている。パリ・オペラ座バレエ団ではクラシック・バレエやロマンティック・バレエの重要な役（『パキータ』のタイトル・ロール、『ジゼル』のミルタ、『ラ・バヤデール』のガムザッティなど）の他にも、ウィリアム・フォーサイスの『アプロクシメット・ソナタ』、ジャスティン・ペックの『イン・クリージズ』など、コンテンポラリーやネオ・クラシックの作品を踊って活躍の場を広げている。なお、バレエ用品メーカーのチャコットは、オニールをイメージ・キャラクターとして起用している。
2023年3月2日、ガルニエ宮でのバランシン・プログラムで『バレエ・インペリアル』に出演後、オニールは共演のマルク・モローとともにエトワールに任命された。パリ・オペラ座バレエ団は、大半の団員がフランス出身者であり、近年まで外国人ダンサーのエトワール任命は困難であった。その後2012年にアルゼンチン出身のリュドミラ・パリエロ、2021年に韓国出身のパク・セウンがエトワールに任命されている。

## 人物・評価
オニールはニュージーランドへの移住後も、家庭内での取り決めによって母および2人いる弟とはずっと日本語で会話していた。そのため、日本国外での生活が長年にわたっていても日本語での会話などに不自由な点はない。本人は、日本とニュージーランドの2つの祖国を持つことを誇りにしていて「どちらの国も古里だと思っています」とその思いを語っていた。日本での成人式には母から譲られた振袖姿で出席し、あんこなどの和菓子が大好物だという。
父からは公演の前に、「準備、集中、実行」という内容のショートメールが英語で届いている。オニール自身は父とはすごく似ていると自己分析し「ともに控えめで、リスクを冒さないタイプ」、母に対しては「リミットなしのポジティブさ」で寄り添ってくれるという。男性のダンサーからは「踊りやすい、仕事がしやすい」と言われているが、それは喜怒哀楽の激しいフランス人女性よりも気持ちが安定しているためではないかとも発言している。
オニールは日本への一時帰国の際には、恩師である岸辺のバレエ教室を訪れて後輩たちを熱心に指導している。岸辺はオニールについて「賞をいただいても慢心するような子じゃない。もっと成長すると思いますよ」と将来性を高く評価していた。パリ・オペラ座バレエ団芸術監督のオーレリー・デュポンも「とてもいいダンサー」とその存在に注目している。デュポンはヴァルナ国際バレエコンクール以前にも教室の片隅で自習していたオニールに声をかけ、それ以来機会があるごとにアドバイスをしていたという。
ヴァルナ国際バレエコンクールで審査員を務めた森下洋子は、「きちんとしたたたずまいで、とても感じのよい踊りでした」とオニールへの好感を語った。バレエ評論家のジェラール・マノニは『ジゼル』でミルタを踊ったオニールについて「これまでの多くのダンサー以上にかぼそく繊細だったが（中略）その比類ない様相は感動的という以上であり、足さばきは魅惑的だ」、『白鳥の湖』のオデット＝オディールでは「ノエラ・ポントワの系譜に連なる、この種の役に理想的な体型に恵まれている。（中略）完成したバレリーナの振る舞いを見せ、すでに美しく成熟し、なかでも型には満足のいく厳密さがあった」と評している。

## 出演

### テレビ
- 1億人の大質問!?笑ってコラえて! 真夏の2時間SP （日本テレビ系列 / 2016年8月3日）[34][35]
- NEWS ZERO （日本テレビ系列 / 2016年9月13日）[36][37]

### DVD
- パリ・オペラ座 エトワールが教えるヴァリエーション・レッスン 新書館、2016年[注釈 9][38][39]。